# Кон (Дром)
Кон (фр. Comps) насеље је и општина у источној Француској у региону Рона-Алпи, у департману Дром која припада префектури Валанс.
По подацима из 2011. године у општини је живело 165 становника, а густина насељености је износила 13,89 становника/km². Општина се простире на површини од 11,88 km². Налази се на средњој надморској висини од 664 метара (максималној 959 m, а минималној 465 m).

## Демографија
| 1962. | 1968. | 1975. | 1982. | 1990. | 1999. | 2011. |
| ----- | ----- | ----- | ----- | ----- | ----- | ----- |
| 96    | 119   | 104   | 129   | 137   | 118   | 165   |

График промене броја становника у току последњих година